# Arthur Clarence Hillier Chandler
Arthur Clarence Hillier Chandler (Londres, 27 de novembre de 1895 - Leicester, 18 de juny de 1984) va ser un jugador professional de futbol de les dècades de 1920 i 1930. És el jugador més famós de la història del Leicester City FC, on és el màxim golejador històric amb 273 gols. A més, també va jugar al Queens Park Rangers i al Notts County.
A més de ser el màxim golejador del Leicester, Chandler també manté el rècord de més gols marcats en una sola temporada (34, fita que va aconseguir en dues ocasions), el màxim golejador en partits oficials (203), el màxim golejador de 3 o més gols en un partit (17), i el rècord compartit de més gols marcats en un sol partit (6 gols contra el Portsmouth el 20 d'octubre de 1928). Chandler també va posseir el rècord de jugador més vell del Leicester en marcar un gol (amb 39 abys i 34 dies) entre 1935 i 2014. Curiosament, tot i la seva capacitat golejadora, Chandler mai va marcar un penalt. Va xutar dos penalts en tota la seva carrer, essent tots dos aturats pel porter.
Va formar part de l'equip del Leicester que va acabar en la millor posició històrica del club el dia d'avui; la segona posició a primera divisió aconseguida la temporada 1928-29, així com la tercera posició aconseguida la temporada anterior.